# سيغفريد شيرير
سيغفريد شيرير (بالألمانية: Siegfried Scherer)‏ (من مواليد 7 أبريل 1955، أوبرندورف آم نيكار) هو عالم أحياء ألماني، منذ عام 1991 أستاذ علم الأحياء الدقيقة في الجامعة التقنية بميونيخ، بضواحي فرايزنغ، حيث يشغل منصب المدير الإداري لمركز أبحاث التغذية والأغذية ZIEL. ليس شيرير من الخلقيين البارزين كما يزعم في كثير من الأحيان. ويعتقد أن الدين والعلم طريقتان مختلفتان لمقاربة الواقع. متزوج من عالمة الأنثروبولوجيا سيغريد هارتفيج شيرير.

## سيرة حياته
درس شيرير البيولوجيا والكيمياء والفيزياء في جامعة كونستانز. في عام 1977 اجتاز امتحان الدولة في الكيمياء والفيزياء، وفي عام 1980 حصل على دبلوم واختبار الدولة في علم الأحياء. في عام 1983 حصل على الدكتوراه في فسيولوجيا النبات. من عام 1983 إلى 1988 بحث فسيولوجيا النبات والكيمياء الحيوية في جامعة كونستانز. في عام 1984 حصل على جائزة أبحاث شركة Byk، وفي عام 1986 حصل على منصب بحثي للدراسات الميدانية في الصين ومنغوليا مع الأكاديمية الصينية للعلوم. من 1988 إلى 1989 تابع منحة بحثية من خدمة التبادل الأكاديمي الألماني في قسم التكنولوجيا في فرجينيا للكيمياء الحيوية. بعد ذلك كان لشيرير وظيفة ما بعد الدكتوراه في جامعة كونستانز من 1989 إلى 1991. في تلك السنة، كان مؤهلاً في جامعة كونستانز في فسيولوجيا النبات والبيئة الميكروبية، ثم أصبح أستاذًا فوق العادة في الجامعة التقنية بميونيخ، ومديرًا لقسم الأحياء الدقيقة في مركز أبحاث الحليب والأغذية، في ويهنشتيفان. في عام 1997 أصبح المدير العام لمركز أبحاث الحليب والأغذية. في عام 2002 ، تلقى دعوة لأستاذ كرسي في جامعة فيينا للطب البيطري، وفي العام التالي، أصبح رئيسًا لعلم البيئة الميكروبية في مركز بحوث التغذية والأغذية (ZIEL)‏. ثم المدير الإداري المعين لـZIEL‏ في 2003.
يبحث شيرير في مسببات الأمراض في الغذاء باستخدام الهندسة الوراثية. طور فريقه طريقة للكشف المبكر عن الكائنات الحية الدقيقة التي تسبب تدهور الغذاء وبالتالي حصل على جائزة الاتحاد الألماني لجمعيات البحوث الصناعية لعام 2005 "Otto von Guericke". الاهتمامات البحثية الأخرى هي التصنيف والتطور. تأليف شرير العديد من المنشورات عن فسيولوجيا النبات وعلم الأحياء المجهرية كما يعد شيرير أحد أبرز النقاد الألمان لنظرية التطور. حتى عام 2006، كان يرأس في Studiengemeinschaft Wort und Wissen ، وهي جمعية إنجيلية للخلقيين الألمان ونقاد النظرية التطورية. قام جنبًا إلى جنب مع راينهارد يونكر بتأليف كتاب التطور:كتاب تعليمي نقدي " Evolution - ein kritisches Lehrbuch" الذي يقدم نقدًا لنظرية التطور. حتى عام 2003 ، كان شيرير زميلًا سابقًا في معهد ديسكفري.

## وصلات خارجية
- الصفحة الرئيسية لجامعة سيغفريد شيرير
- الصفحة الرئيسية الخاصة لسيجفريد شيرير
- موقع Wort und Wissen